# الديمقراطيون المسيحيون (فنلندا)
الديمقراطيون المسيحيون (بالفنلندية: Kristillisdemokraatit, KD؛ بالسويدية: Kristdemokraterna) حزب سياسي في فنلندا. تأسس الحزب في عام 1958 ، أساساً من الفصيل المسيحي للحزب الائتلاف الوطني.
يميل الديمقراطيون المسيحيون لتشكيل تحالفات مع أحزاب أخرى أثناء الانتخابات وقد حسم نجاحهم في الانتخابات أساسا عبر نجاحهم في هذه التحالفات. قاعدتهم الانتخابية مستقرة ومخلصة، بلغ مجموعها حوالي 5% من الناخبين.